# Ajuntament de Vall-de-roures
La casa consistorial de Vall-de-roures (Terol, Espanya) data del segle xvi. Situada a la plaça d'entrada a la qual va constituir la fortificació medieval amb la qual es protegia tot el nucli de la ciutat a la qual per poder accedir cal travessar el pont sobre el riu Matarranya.
Es va construir sota les ordres del mestre Antonio de Champanach dins de l'estil manierista i es va acabar en 1599, data que apareix esculpida en l'escut de la façana.
El segle xvi és una època de canvis en tot Europa. Les velles estructures de poder començaven a trontollar-se i nous corrents artístics aportaven formes diferents de construir i d'interpretar el món. A Vall-de-roures aquestes noves tendències van cristal·litzar en la construcció de l'ajuntament. Símbol del progressiu augment de poder de la burgesia i les seves concejos en detriment del poder del arquebisbat representat pel castell.

## Descripció
Es tracta d'un edifici inspirat a la casa consistorial d'Alcanyís, encara que aquí s'afegiria una llotja amb finalitats comercials a més dels administratius i judicials que ja posseïa per si mateix l'edifici. Presenta planta rectangular, amb tres façanes a cara vista, fàbrica de carreu i amb cobertes de sostrades arquitrabades.
L'edifici posseeix tres altures:

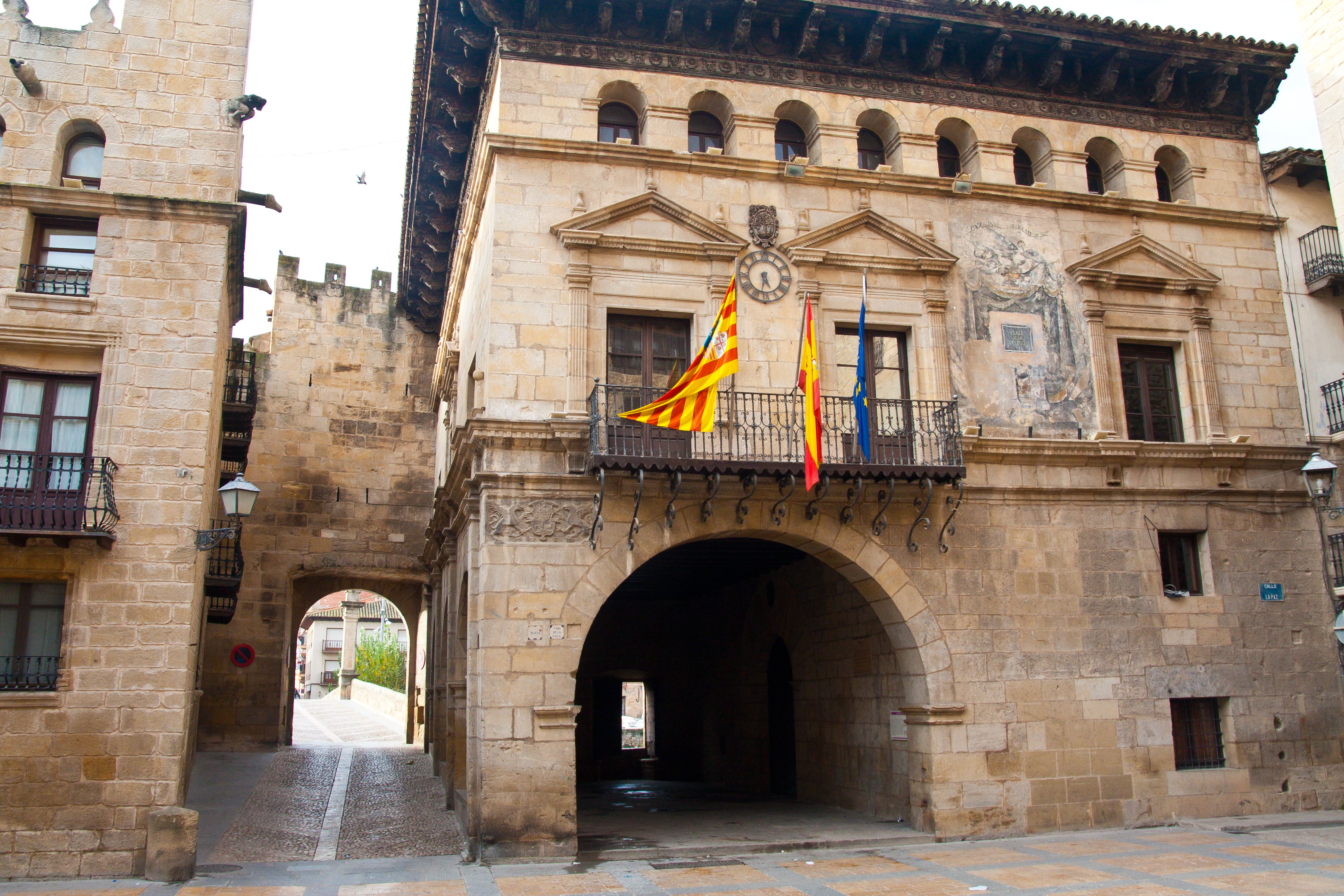
Façana principal de l'Ajuntament

- Planta baixa. En aquesta planta se situa la llotja que presenta arcs de mig punt i en l'interior del qual es troba la sala que antany va ser emprada com a calabós; des d'ella, a través d'unes escales i baixant unes escales s'accedeix a l'antiga presó, en la qual encara poden veure's gruixudes portes i reixes.[1][3]

- Planta noble. Es troba separada de la planta anterior per una doble imposta que, en la façana principal, presenta tres obertures decorades (dues d'ells es troben units per una balconada amb barana de ferro forjat, separats del tercer per una sèrie de pintures datades al segle xix i de contingut polític) amb pilastres adossades i rematada de frontó.[1][3][2]

- Planta superior. Que novament se separa de l'anterior per una imposta decorada. Presenta una típica galeria amb petits arcs de mig punt en les seves tres façanes. Com a rematada superior presenta un gran ràfec tallat en fusta amb decoració vegetal.[1][3][2]

La seva façana principal presenta un escut (amb la data de la finalització de l'obra, 1599) que té la peculiaritat d'aportar per primera vegada les figures de dos grius, un mascle i una femella, al tradicional escut del roure que venia simbolitzant a Vall-de-roures des del segle xiii.
El 1847 se li encarrega al pintor Jerónimo Palau decorar la façana amb una pintura al·legòrica i en la qual encara avui dia, malgrat el seu deteriorament, poden llegir-se les paraules PAZ, UNIÓN i LIBERTAD.
En 1929 l'ajuntament de Vall-de-roures va ser reproduït al Poble Espanyol de Barcelona. Des de llavors ha sofert diverses restauracions i reformes internes que han fet possible que encara avui dia segueixi sent el centre neuràlgic de l'administració local i la casa de tots els vall-de-rourans.